# Glenn Alinskie
Glenn Alinskie né le 19 octobre 1988 à Jakarta est un acteur indonésien.
Glenn Alinskie est d'ascendance thaï-chinois d'Indonésie. Il est catholique. Il a épousé Chelsea Olivia le 3 octobre 2015 et ils ont accueilli leur premier enfant, une fille, le 9 septembre 2016.